# Acetylendicarbonsäure
Acetylendicarbonsäure ist eine chemische Verbindung aus der Gruppe der Carbonsäuren. Sie ist die einfachste Dicarbonsäure mit einer C≡C-Dreifachbindung.

## Gewinnung und Darstellung
Acetylendicarbonsäure wurde erstmals im Jahre 1877 durch den polnischen Chemiker Ernest Bandrowski beschrieben. Sie kann durch die Dehydrobromierung der 2,3-Dibrombernsteinsäure mit Kaliumhydroxid in Methanol oder Ethanol gewonnen werden. Die Reaktion liefert Kaliumbromid und das Kaliumsalz der Acetylendicarbonsäure, welches mit Schwefelsäure behandelt wird, um Acetylendicarbonsäure zu gewinnen.

## Eigenschaften
Acetylendicarbonsäure ist ein beiger Feststoff, welcher in Wasser löslich ist. Die mittels DSC bestimmte Zersetzungswärme beträgt −154 kJ·mol−1 bzw. −1355 kJ·kg−1.

## Verwendung
Verwendung finden vor allem die Diester der Acetylendicarbonsäure (z. B. Acetylendicarbonsäuredimethylester) die als Zwischenprodukte zur Herstellung von Heterocyclen sowie als Dienophile bei Diels-Alder-Reaktionen verwendet werden.